# ثورمان تاكر
ثورمان تاكر (بالإنجليزية: Thurman Tucker)‏ (و. 1917 – 1993 م) هو لاعب كرة قاعدة  أمريكي، ولد في غوردون، مركز لعبه هو لاعب وسط ‏، توفي في أوكلاهوما سيتي، عن عمر يناهز 76 عاماً.